# Christoph Hævernick
Heinrich Andreas Christoph Hævernick (eller Hävernick), född den 29 december 1811 i Kröpelin i Mecklenburg-Schwerin, död den 19 juli 1845 i Neustrelitz, var en tysk teolog.
Hævernick studerade teologi först i Leipzig, därefter i Halle, där han blev indragen i saken mot Wegscheider och Gesenius, i det att man tog fram bevisen mot de anklagade ur bland annat hans anteckningshäften; han fortsatte sedan sina studier i Berlin, där han blev en ivrig anhängare till Hengstenberg.
Åren 1833-34 bodde han i Genève, där han var lärare vid den nyinrättade "École de théologie". Han blev 1834 privatdocent i Rostock, därefter extra ordinarie professor där och 1840 ordinarie professor i teologi i Königsberg. Han bistod troget Hengstenberg i dennes strid mot både verklig och inbillad rationalism. 
Bland hans verk märks: Commentar über das Buch Daniel, Hamburg 1832: Mélanges de théologie réformée, Genève 1833 f., 2 häften; Handbuch der historisch-kritischen Einleitung in das Alte Testament, Erlangen 1836–39, 2 delar (ofullbordat); Kritische Untersuchungen über das Buch Daniel, Hamburg 1838.